# Giampiero Gerosa
Giampiero Gerosa (Lecco, 20 gennaio 1920 – Merate, 25 febbraio 2011) è stato un giornalista e scrittore italiano.
Giornalista di fama nazionale, ha scritto per La Gazzetta dello Sport, Il Tempo, Il Giorno, Il Giornale (ai tempi in cui era direttore Indro Montanelli), il Corriere della Sera, oltre che per testate locali come La Provincia, L'Eco di Bergamo, la Gazzetta di Lecco e il Giornale di Lecco. Fu, inoltre, uno dei primi corrispondenti dalla provincia di Lecco per l'Ansa.
Si è occupato principalmente di sport come ciclismo, canottaggio, alpinismo, calcio, ma ha scritto anche articoli di colore come quello dedicato al batiscafo C3 dell'inventore lecchese Pietro Vassena.

## Pubblicazioni
- Quel borgo che s'incammina: giro umoristico della città di Lecco in 13 rioni e diverse puntate sul centro, Grassi, (1948)
- C’è città e città Stefanoni, (1949)
- L'industria lecchese per i suoi lavoratori / Unione industriali lecchesi, Grassi, 1956
- Vita di Bonacchi, Lecco, Beretta, 1959
- Un territorio, una banca, una sede: Storia e vicende / Banca popolare di Lecco 1872-1957, Banca Popolare di Lecco, 1957